# Austorymus nitidus
Austorymus nitidus är en stekelart som beskrevs av Boucek 1988. Austorymus nitidus ingår i släktet Austorymus och familjen gallglanssteklar. Inga underarter finns listade.